# خورآب علیا
خورآب علیا، روستایی از توابع بخش بام وصفی آباد شهرستان اسفراین در استان خراسان شمالی ایران است.

## جمعیت
این روستا در دهستان صفی آباد قرار دارد و براساس سرشماری مرکز آمار ایران در سال ۱۳۸۵، جمعیت آن زیر سه خانوار بوده‌است.